# Wellenfunktion
Die Wellenfunktion, meist als mathematische Funktion von Ort und Zeit {\displaystyle \psi ({\vec {r}},t)} geschrieben, gibt in der Wellenmechanik  den quantenmechanischen Zustand eines Systems aus einem oder mehreren Elementarteilchen an. Bei einem Quantensystem aus {\displaystyle n} Teilchen umfasst {\displaystyle {\vec {r}}=({\vec {r}}_{1},{\vec {r}}_{2},{\vec {r}}_{3},...,{\vec {r}}_{n})} die Ortskoordinaten sämtlicher Teilchen. Gegebenenfalls können Variablen für weitere Freiheitsgrade hinzugefügt werden. Der Funktionswert {\displaystyle \psi ({\vec {r}},t)} selbst ist keine direkt messbare Größe, die Wellenfunktion enthält nach der Kopenhagener Deutung der Quantenmechanik aber jede physikalisch mögliche Information über die Werte der in diesem Zustand messbaren Größen. In vielen Fällen ist es in der Quantenphysik aus prinzipiellen Gründen nicht möglich, schon vor einer Messung einer Größe den Messwert genau vorherzusagen, vielmehr wird dieser erst durch den Messprozess hervorgebracht. Die physikalisch mögliche Information ist dann darauf beschränkt, für die zu erwartenden Messergebnisse eine Wahrscheinlichkeitsverteilung vorherzusagen. Zum Beispiel ist es bei einem Quantensystem unmöglich, vor einer Ortsmessung den genauen Ort jedes Teilchens zu kennen. Die Wellenfunktion gibt durch ihr Betragsquadrat {\displaystyle |\psi ({\vec {r}}_{1},{\vec {r}}_{2},{\vec {r}}_{3},...,{\vec {r}}_{n},t)|^{2}} die räumliche Verteilung der Wahrscheinlichkeit an, die  {\displaystyle n} Teilchen zu diesem Zeitpunkt an den Positionen {\displaystyle {\vec {r}}_{1},{\vec {r}}_{2},{\vec {r}}_{3},...{\vec {r}}_{n}} anzutreffen. Betrachtet man ein System, das nur ein einziges Teilchen enthält, kann man sich diese Wahrscheinlichkeitsverteilung unmittelbar im dreidimensionalen Raum vorstellen.
Erwin Schrödinger führte die Wellenfunktion 1926 ein, aufbauend auf dem Konzept der Materiewelle, die zuvor von Louis de Broglie als zusätzliches Element zur Beschreibung der Bewegungen von Elementarteilchen vorgeschlagen worden war. Ihre räumliche Form und zeitliche Entwicklung werden durch die zugleich eingeführte Schrödinger-Gleichung bestimmt. Diese (oder eine der weiterentwickelten Gleichungen, wie z. B. die Pauli-, Dirac- oder Klein-Gordon-Gleichung) beschreibt, welches Quantensystem betrachtet wird und wie es sich zeitlich entwickelt.
Für ein frei fliegendes Teilchen hat die Wellenfunktion die von anderen Wellen her bekannte mathematische Form. Für ein Quantensystem mit einem Teilchen in einem anziehenden Kraftfeld kann die Wellenfunktion stehende Wellen bilden, die den gebundenen stationären Zuständen mit diskreter („gequantelter“) Energie entsprechen. Bei genügend hoher Teilchenenergie kann die Wellenfunktion einen Streuzustand bilden, der aus zwei Komponenten besteht: einer ungestört einlaufenden Welle und einer vom Kraftfeld erzeugten auslaufenden Kugelwelle. Beide Komponenten überlagern sich im ganzen Raum. Bildet die Wellenfunktion ein räumlich konzentriertes Wellenpaket, dann zerfließt dies im Allgemeinen sehr schnell, wenn es nicht durch ein Kraftzentrum in der Mitte zusammengehalten wird. In gewissen Fällen lässt die Funktion ein Verhalten erkennen, wie es der Vorstellung von einem Teilchen entspricht (Beispiel: Harmonischer Oszillator).
Nur wenn die Betrachtung auf ein System mit einem einzigen Teilchen beschränkt bleibt, kann die Wellenfunktion eine im dreidimensionalen Raum vorstellbare Welle beschreiben. Gehören mehrere Teilchen zum betrachteten System, ist die Wellenfunktion eine Funktion der Ortskoordinaten aller Teilchen in einem entsprechend höherdimensionalen Raum. Zudem ist die Wellenfunktion komplexwertig und kann daher nicht einfach grafisch dargestellt werden. Wellenfunktionen, die zu einem Zustand mit wohldefinierter Energie {\displaystyle E} gehören (Energieeigenzustand), können stets als Produkt von zwei Faktoren geschrieben werden, von denen einer nur von der Zeit und der andere nur von dem Ort bzw. von den Orten abhängt. Die Abhängigkeit von der Zeit hat dann die Form eines komplexen Phasenfaktors {\displaystyle \exp {(-\mathrm {i} Et/\hbar )}}. ({\displaystyle \hbar } ist die reduzierte Planck-Konstante.) Der andere Faktor, der nur vom Ort (bzw. den Orten) abhängig ist, kann in vielen Fällen reellwertig gewählt werden und ist dann im Fall eines Einteilchensystems in üblicher Form grafisch darstellbar.
Da die Wellenfunktion keine messbare physikalische Größe darstellt, ist sie zunächst als ein mathematisches Hilfsmittel zur Berechnung von möglichen Messergebnissen anzusehen. Ob sie unabhängig davon auch als ein Gegenstand der realen Welt existiert, wird seit ihrer Einführung immer noch kontrovers diskutiert (siehe auch Interpretationen der Quantenmechanik).

## Von Teilchenbahnen zur Vorstellung einer Wellenbewegung
Um den Ort eines punktförmigen Teilchens im Raum mathematisch zu beschreiben, braucht man die Werte seiner drei räumlichen Koordinaten {\displaystyle {\vec {r}}=(x,y,z)} in jedem Moment ({\displaystyle t}); für N Teilchen braucht man analog 3N Ortskoordinaten. Diese stellen im 3N-dimensionalen Konfigurationsraum in jedem Moment einen Punkt dar, der den aktuellen räumlichen Zustand des Systems angibt. In der Zeit bewegt dieser Punkt sich längs der Trajektorie des Systems voran. Für diese Bewegung im Konfigurationsraum stellt die klassische Mechanik mittels des Hamiltonschen Prinzips eine Gleichung bereit, die in gleicher Form in der Optik als Eikonalgleichung auftritt, wenn man (im gewöhnlichen 3-dimensionalen Raum) von der Wellenoptik ausgehend die geometrische Optik als Näherung auffasst und nun zum Beispiel den Weg eines aus Lichtwellen gebildeten Lichtstrahls bestimmen will. Angesichts des Versagens der klassischen Mechanik in der Atomphysik nahm Schrödinger diesen rein mathematisch motivierten Grundgedanken zum Ausgangspunkt, als er nach einer Abänderung der klassischen Mechanik suchte, die der gewohnten physikalischen Anschauung nicht so fremd wäre wie die 1925 von Werner Heisenberg und anderen entdeckte Matrizenmechanik.

„Vielleicht ist unsere klassische Mechanik das volle Analogon der geometrischen Optik und als solches falsch, nicht in Übereinstimmung mit der Wirklichkeit, sie versagt, sobald die Krümmungsradien und Dimensionen der Bahn nicht mehr groß sind gegen eine gewisse Wellenlänge, der im [Konfigurations]-Raum  reale Bedeutung zukommt. Dann gilt es, eine „undulatorische Mechanik“ zu suchen - und der nächstliegende Weg dazu ist wohl die wellentheoretische Ausgestaltung des Hamiltonschen Bildes.“

Welche physikalische Größe der Träger einer „Materiewelle“ im Konfigurationsraum sein könnte, blieb dabei zunächst völlig offen; Schrödinger nannte sie „Feldskalar“. (Ähnlich dazu hieß es in den frühen optischen Wellentheorien so lange „Lichterregung“, bis durch die Maxwellsche Elektrodynamik klar wurde, dass es sich um das elektromagnetische Feld handelt.) Für die Frequenz und Wellenlänge der Materiewelle hingegen gab es für Teilchen in freier Bewegung die aus Quantenhypothese und Relativitätstheorie abgeleiteten Einstein-de-Broglie-Beziehungen zu Energie und Impuls des Teilchens. Ausgehend von der Idee, dass die stationären Zustände der Atome, die mit ihren bestimmten Energiestufen im Rahmen der klassischen Mechanik nicht zu verstehen sind, mit stehenden statt fortschreitenden Wellen darstellbar wären, fand Schrödinger die dazu geeignete Eigenwertgleichung, die als zeitunabhängige Schrödingergleichung bezeichnet wird. Lösungen dieser Gleichung sind Funktionen, die in jedem Punkt die Amplitude der stehenden Welle angeben. Für ein System mit anziehendem Coulomb-Potential erhielt Schrödinger Lösungen in räumlich konzentrierter Form nur für bestimmte Energiewerte unterhalb {\displaystyle E=0}, mathematisch als Eigenwerte bezeichnet. Im Fall des H-Atoms stimmten sie genau mit den Energien der aus dem Bohrschen Atommodell bekannten stationären Zustände überein. Große Amplituden haben diese Wellenfunktionen nur in einem Bereich von der Größe des Atoms, außerhalb fallen sie exponentiell ab.
Aus der zeitunabhängigen Schrödingergleichung ergibt sich auf einfachem Weg die Verallgemeinerung zu einer Wellengleichung, die auch bei nicht-stationärem Verhalten erfüllt sein muss, die also eine Bewegungsgleichung darstellt und als zeitabhängige Schrödingergleichung bezeichnet wird. Da diese Bewegungsgleichung im komplexen Raum formuliert werden muss, ist ihre Lösung im Allgemeinen eine Funktion mit komplexen Funktionswerten. Schon deshalb kann {\displaystyle \psi ({\vec {r}},t)} nicht unbedingt die Bedeutung einer realen physikalischen Größe zukommen. {\displaystyle \psi ({\vec {r}},t)} ist in der Regel nicht messbar, sondern dient nur der mathematischen Beschreibung des quantenmechanischen Zustands eines physikalischen Systems.
Ein detaillierter Hinweis darauf, wie die Amplitude der Wellenfunktion mit der Anwesenheit von Teilchen verknüpft ist, ergibt sich, wenn man ihre Veränderung durch eine Störung des Systems berechnet. Die erfolgreiche Erklärung der Aufspaltung der Energieniveaus des H-Atoms durch ein äußeres elektrisches Feld (Starkeffekt), sowie der Übergangsraten bei der Absorption oder Emission entsprechender Lichtwellen, leitete Schrödinger zu der „Hypothese, dass die Ladung des Elektrons nicht in einem Punkt konzentriert ist, sondern proportional zur Größe {\displaystyle |\psi ({\vec {r}},t)|^{2}} über den ganzen Raum verteilt ist.“
Die Wellenmechanik zeigt gegenüber der kurz zuvor entwickelten Matrizenmechanik zwei zu Beginn wichtige Vorteile: Sie erlaubt zum einen auf einfache Weise die Berechnung von instationären Phänomenen, also von Prozessen der Veränderung, und sie eröffnet zum anderen die Möglichkeit, sich die Wellenfunktion als eine räumliche Welle im dreidimensionalen Raum denken zu können, also diejenigen Prozesse anschaulich zu verstehen, die bei Quantensystemen von der Größe der Atome abhängen. Der in der Einleitung erwähnte Streuzustand ist hierfür ein Beispiel. Diese Veranschaulichung ist allerdings nur möglich, wenn das betrachtete System so weit vereinfacht wird, dass es nur ein einziges Teilchen enthält. Bei N Teilchen müsste man sich ein Wellenfeld im 3N-dimensionalen Raum vorstellen, nicht N Wellenfelder (unterscheidbarer Art) im dreidimensionalen Raum.
Aus der Wellenfunktion lässt sich das zu erwartende Ergebnis jeder Messung berechnen, allerdings oft nur als Wahrscheinlichkeitsverteilung vieler möglicher Messwerte. Gerade die letztgenannte Einschränkung entspricht den Beobachtungen. Misst man zum Beispiel im Beugungsversuch am Doppelspalt auf einem Schirm den Auftreffort von Elektronen, die aus einer praktisch punktförmigen Quelle einzeln emittiert wurden und einen Doppelspalt passiert haben, findet man eine breite Verteilung, obwohl alle Elektronen am Anfang im selben physikalischen Zustand gewesen sind, der sich bis zum Auftreffen am Schirm auch in gleicher Weise entwickelt haben müsste. Zudem zeigt diese Verteilung dieselben Interferenzstreifen, die für die Interferenz von Wellen vorhergesagt werden, wenn ihre Wellenlänge den von den Einstein-de Broglie-Beziehungen bestimmten Wert hat.

## Definition

### Entwicklungskoeffizienten des Zustandsvektors
Formal betrachtet sind die Wellenfunktionen die Entwicklungskoeffizienten des quantenmechanischen Zustandsvektors im Orts- beziehungsweise Impulsraum. Es ist in Dirac-Notation
{\displaystyle {\begin{aligned}\psi ({\vec {x}},t)&=\langle x|\psi (t)\rangle \\{\tilde {\psi }}({\vec {p}},t)&=\langle p|\psi (t)\rangle \end{aligned}}}
mit
- dem Zustandsvektor {\displaystyle |\psi \rangle }
- den Kovektoren {\displaystyle \langle x|} zu den Ortseigenzuständen {\displaystyle |x\rangle }
- den Kovektoren {\displaystyle \langle p|} zu den Impulseigenzuständen {\displaystyle |p\rangle }

sodass gilt:
{\displaystyle |\psi \rangle =\int \mathrm {d} ^{3}\!{\vec {x}}\,|x\rangle \langle x|\psi \rangle =\int \mathrm {d} ^{3}\!{\vec {x}}\,|x\rangle \,\psi ({\vec {x}})}
{\displaystyle |\psi \rangle =\int \mathrm {d} ^{3}\!{\vec {p}}\,|p\rangle \langle p|\psi \rangle =\int \mathrm {d} ^{3}\!{\vec {p}}\,|p\rangle \,{\tilde {\psi }}({\vec {p}})}
Die Orts- und Impulseigenzustände sind die Eigenzustände des Ortsoperators {\displaystyle {\hat {x}}} beziehungsweise Impulsoperators {\displaystyle {\hat {p}}}, für die {\displaystyle {\hat {x}}|x\rangle =x|x\rangle } und {\displaystyle {\hat {p}}|p\rangle =p|p\rangle } gilt. Sie entsprechen den (physikalisch nicht realisierbaren) Zuständen mit scharf definiertem Ort bzw. Impuls.  Die Wellenfunktionen im Orts- und im Impulsraum sind normiert, da der Zustandsvektor bereits normiert ist:
{\displaystyle 1=\langle \psi |\psi \rangle =\int \mathrm {d} ^{3}\!{\vec {x}}\,\psi ^{*}\!({\vec {x}})\,\psi ({\vec {x}})=\int \mathrm {d} ^{3}\!{\vec {p}}\,{\tilde {\psi }}^{*}\!({\vec {p}})\,{\tilde {\psi }}({\vec {p}})}

### Lösung der Bewegungsgleichung
Von praktischer Bedeutung sind die Wellenfunktionen als Lösung der Bewegungsgleichungen im Orts- oder Impulsraum. Dabei macht man sich zunutze, dass der Ortsoperator in der Ortsbasis ein Multiplikationsoperator und der Impulsoperator in der Ortsbasis ein Differentialoperator ist. In der Impulsbasis sind die Rollen vertauscht, dort ist der Ortsoperator ein Differentialoperator und der Impulsoperator ein Multiplikationsoperator.
Die Schrödinger-Gleichung lautet in der basisunabhängigen Dirac-Notation
{\displaystyle \mathrm {i} \hbar \partial _{t}|\psi \rangle ={\frac {{\hat {p}}^{2}}{2m}}|\psi \rangle +V({\hat {x}})|\psi \rangle }
und im Ortsraum
{\displaystyle \mathrm {i} \hbar \partial _{t}\psi ({\vec {x}},t)={\frac {-\hbar ^{2}}{2m}}\Delta \psi ({\vec {x}},t)+V({\vec {x}})\psi ({\vec {x}},t)}
mit
- der reduzierten Planck-Konstanten {\displaystyle \hbar },
- dem Laplace-Operator {\displaystyle \Delta },
- der Masse des Teilchens {\displaystyle m} und
- einem ortsabhängigen Potential {\displaystyle V({\vec {x}})};

alle (im Rahmen dieses Artikels behandelten) Eigenschaften der Wellenfunktion, die die nichtrelativistische Schrödinger-Gleichung löst, lassen sich auf den relativistischen Fall der Klein-Gordon- oder der Dirac-Gleichung verallgemeinern.
Zwar ist die Schrödinger-Gleichung keine Wellengleichung im Sinn der klassischen Physik, doch ist eine Lösung der Schrödinger-Gleichung im Ortsraum bei verschwindendem Potential eine ebene Welle, dargestellt durch die Funktion
{\displaystyle \psi ({\vec {x}},t)=\exp(\mathrm {i} (\omega t-{\vec {k}}\cdot {\vec {x}}))}
mit
- der Kreisfrequenz {\displaystyle \omega } und
- dem Wellenvektor {\displaystyle {\vec {k}}}.

Ihre Dispersionsrelation lautet:
{\displaystyle \omega ({\vec {k}})={\frac {\hbar {\vec {k}}^{2}}{2m}}}
Da die Bewegungsgleichungen linear sind, ist jede Superposition von Lösungen wieder eine Lösung.

### Wellenfunktion im Impulsraum
Die Wellenfunktion im Impulsraum {\displaystyle {\tilde {\psi }}({\vec {p}})} ist mit der Wellenfunktion im Ortsraum {\displaystyle \psi ({\vec {x}})} über eine Fourier-Transformation verknüpft. Es gilt
{\displaystyle {\tilde {\psi }}({\vec {p}},t)=\int \mathrm {d} ^{3}{\vec {x}}\,\psi ({\vec {x}},t)\,\mathrm {e} ^{-\mathrm {i} {\vec {p}}\cdot {\vec {x}}}}
nebst der Ersetzung {\displaystyle {\vec {p}}=\hbar {\vec {k}}}. Aufgrund des Satzes von Plancherel ist die Fouriertransformation mit der Normierung verträglich, sodass die Wellenfunktion im Impulsraum ebenso normiert ist wie die Wellenfunktion im Ortsraum.

## Beispiel: Freies Teilchen
Die Wellenfunktion {\displaystyle \psi ({\vec {x}},t)} eines freien Teilchens kann als Fourierreihe über ebene Wellen dargestellt werden:
{\displaystyle \psi ({\vec {x}},t)=\int {\frac {\mathrm {d} ^{3}{\vec {k}}}{(2\pi )^{3}}}A({\vec {k}})\mathrm {e} ^{\mathrm {i} (\omega t-{\vec {k}}\cdot {\vec {x}})}}
mit
- dem Ortsvektor {\displaystyle {\vec {x}}}
- dem Wellenvektor {\displaystyle {\vec {k}}}, der Richtung und Wellenlänge der ebenen Welle festlegt
- der vom Wellenvektor abhängigen komplexwertigen Amplitude {\displaystyle A({\vec {k}})}
- der Kreisfrequenz {\displaystyle \omega ({\vec {k}})}, die die Schwingungsperiode der Welle beschreibt und mit dem Wellenvektor über eine Dispersionsrelation verknüpft ist.

Die Amplituden müssen so gewählt werden, dass die Normierung der Wellenfunktion gewährleistet ist. Das Betragsquadrat der Wellenfunktion ist durch
{\displaystyle {\begin{aligned}|\psi ({\vec {x}},t)|^{2}&=\psi ^{*}({\vec {x}},t)\,\psi ({\vec {x}},t)\\&=\int {\frac {\mathrm {d} ^{3}{\vec {k}}}{(2\pi )^{3}}}\int {\frac {\mathrm {d} ^{3}{\vec {k}}'}{(2\pi )^{3}}}A^{*}({\vec {k}})A({\vec {k}}')\mathrm {e} ^{\mathrm {i} ({\vec {k}}-{\vec {k}}')\cdot {\vec {x}}}\mathrm {e} ^{-\mathrm {i} (\omega -\omega ')t}\end{aligned}}}
gegeben. Eine Integration über das gesamte Volumen ergibt mit der Darstellung der Dirac-Distribution {\displaystyle \textstyle \int \mathrm {d} ^{3}x\,\mathrm {e} ^{i{\vec {k}}\cdot {\vec {x}}}=\delta ^{(3)}({\vec {k}})}:
{\displaystyle \int \mathrm {d} ^{3}{\vec {x}}\,|\psi ({\vec {x}},t)|^{2}=\int {\frac {\mathrm {d} ^{3}{\vec {k}}}{(2\pi )^{3}}}A^{*}({\vec {k}})A({\vec {k}})=1}.
Praktisch kann dies beispielsweise durch eine gaußförmige Einhüllende
{\displaystyle A({\vec {k}})=\left[{\frac {1}{\sqrt {2\pi \sigma ^{2}}}}\mathrm {e} ^{-{\frac {{\vec {k}}^{2}}{2\sigma ^{2}}}}\right]^{1/2}}
realisiert werden. Durch die Wahl dieser Einhüllenden wird ein Teilchen mit minimaler Orts-Impuls-Unschärfe und einem Erwartungswert des Impulses bei {\displaystyle \langle {\vec {p}}\rangle =0} beschrieben. {\displaystyle \sigma } ist dabei die Breite des Wellenpakets im Impulsraum, die gewissermaßen angibt, wie sich die Unschärfe auf den Orts- und Impulserwartungswert verteilt.

## Messungen in der Wellenmechanik
Im quantenmechanischen Messprozess erleidet gemäß der Kopenhagener Deutung der Quantenmechanik die Wellenfunktion instantan einen Kollaps. Sie wird zu derjenigen Eigenfunktion {\displaystyle |\phi \rangle } des zur Messung zugehörigen Operators  {\displaystyle {\hat {\Phi }}}, die zu dem durch die Messung festgestellten Eigenwert {\displaystyle \phi } gehört. Die Wahrscheinlichkeit, von einem Zustand {\displaystyle |\psi \rangle } auf diesen Eigenzustand zu kollabieren, ist in der Matrizenmechanik durch
{\displaystyle P=|\langle \phi |\psi \rangle |^{2}}
gegeben. In der Wellenmechanik entspricht dies der Formulierung
{\displaystyle P=\left|\int \mathrm {d} ^{3}{\vec {x}}\,\langle \phi |x\rangle \langle x|\psi \rangle \right|^{2}=\left|\int \mathrm {d} ^{3}{\vec {x}}\,\phi ^{*}(x)\psi (x)\right|^{2}}.
Das Skalarprodukt des Hilbertraums entspricht einer Integration über den gesamten Raumbereich im Ortsraum. Zwei Wellenfunktionen heißen orthogonal, wenn das Integral über den gesamten Ortsraum ihres Produkts verschwindet. Die Wahrscheinlichkeit, den Messwert {\displaystyle \phi } zu erhalten, wenn {\displaystyle \phi (x)} und {\displaystyle \psi (x)} orthogonal sind, ist dementsprechend Null.
Der Erwartungswert einer Messung im Zustand {\displaystyle |\psi \rangle } wird in der Matrizenmechanik durch
{\displaystyle \langle {\hat {\Phi }}\rangle =\langle \psi |{\hat {\Phi }}|\psi \rangle }
beschrieben. Dies übersetzt sich in der Wellenmechanik zu:
{\displaystyle \langle {\hat {\Phi }}\rangle =\int \mathrm {d} ^{3}{\vec {x}}\int \mathrm {d} ^{3}{\vec {x}}'\,\langle \psi |x\rangle \langle x|{\hat {\Phi }}|x'\rangle \langle x'|\psi \rangle =\int \mathrm {d} ^{3}{\vec {x}}\int \mathrm {d} ^{3}{\vec {x}}'\,\psi ^{*}({\vec {x}})\,\Phi (x,x')\,\psi ({\vec {x}}')}
Dabei ist die Funktion {\displaystyle \Phi (x,x')} der Operator in Ortsdarstellung. Für lokale Operatoren gilt {\displaystyle \Phi ({\vec {x}},{\vec {x}}')=\Phi ({\vec {x}})\,\delta ^{(3)}({\vec {x}}-{\vec {x}}')} und die doppelte Integration reduziert sich auf eine einfache:
{\displaystyle \langle {\hat {\Phi }}\rangle =\int \mathrm {d} ^{3}{\vec {x}}\,\psi ^{*}({\vec {x}})\Phi ({\vec {x}})\psi ({\vec {x}})}

## Teilcheninterpretation
Die physikalische Interpretation einer Wellenfunktion ist kontextabhängig. Mehrere Beispiele werden unten angeführt, gefolgt von einer Interpretation der oben beschriebenen drei Fälle.

### Ein Teilchen in einer Raumdimension
Die Wellenfunktion eines Teilchens im eindimensionalen Raum ist eine komplexe Funktion {\displaystyle \psi (x)\,} über der Menge der reellen Zahlen. Das Betragsquadrat der Wellenfunktion, {\displaystyle |\psi |^{2}\,}, wird als Wahrscheinlichkeitsdichte der Teilchenposition interpretiert.
Die Wahrscheinlichkeit, bei einer Messung das Teilchen im Intervall {\displaystyle [a,b]} zu finden, ist folglich
{\displaystyle \int _{a}^{b}|\psi (x)|^{2}\,\mathrm {d} x\quad }.
Dies führt zu der Normierungsbedingung
{\displaystyle \int _{-\infty }^{\infty }|\psi (x)|^{2}\,\mathrm {d} x\,{\stackrel {!}{=}}\,1\quad }
da eine Messung der Teilchenposition eine reelle Zahl ergeben muss. Das heißt: Die Wahrscheinlichkeit, ein Teilchen an irgendeinem Ort zu finden, ist gleich 1.

### Ein Teilchen in drei Raumdimensionen
Der dreidimensionale Fall ist analog zum Eindimensionalen; Die Wellenfunktion ist eine komplexe Funktion {\displaystyle \psi (x,y,z)\,} definiert über dem dreidimensionalen Raum, und ihr Betragsquadrat wird als dreidimensionale Wahrscheinlichkeitsdichte interpretiert. Die Wahrscheinlichkeit, bei einer Messung das Teilchen im Volumen {\displaystyle R} zu finden, ist deshalb
{\displaystyle \int _{R}|\psi (x,y,z)|^{2}\,\mathrm {d} V}.
Die Normierungsbedingung ist analog zum eindimensionalen Fall
{\displaystyle \int |\psi (x,y,z)|^{2}\,\mathrm {d} V=1}
wobei das Integral sich über den gesamten Raum erstreckt.

### Zwei unterscheidbare Teilchen in drei Raumdimensionen
In diesem Fall ist die Wellenfunktion eine komplexe Funktion von sechs Raumvariablen,
{\displaystyle \psi (x_{1},y_{1},z_{1},x_{2},y_{2},z_{2})\,},
und {\displaystyle |\psi |^{2}\,} ist die gemeinsame Wahrscheinlichkeitsdichtefunktion der Positionen beider Teilchen. Die Wahrscheinlichkeit einer Positionsmessung beider Teilchen in den beiden jeweiligen Regionen R und S ist dann
{\displaystyle \int _{R}\int _{S}|\psi |^{2}\,\mathrm {d} V_{2}\,\mathrm {d} V_{1}}
wobei {\displaystyle \mathrm {d} V_{1}=\mathrm {d} x_{1}\mathrm {d} y_{1}\mathrm {d} z_{1}} und ebenso für {\displaystyle \mathrm {d} V_{2}}. Die Normierungsbedingung ist deshalb
{\displaystyle \int |\psi |^{2}\,\mathrm {d} V_{2}\,\mathrm {d} V_{1}=1},
wobei das vorgestellte Integral über den gesamten Bereich aller sechs Variablen reicht.
Dabei ist von entscheidender Bedeutung, dass im Fall von Zwei-Teilchen-Systemen nur das System, das aus beiden Teilchen besteht, eine wohldefinierte Wellenfunktion haben muss. Daraus ergibt sich, dass es unmöglich sein kann, eine Wahrscheinlichkeitsdichte für Teilchen EINS zu definieren, welche nicht ausdrücklich von der Position von Teilchen ZWEI abhängt. Die Moderne Physik nennt dieses Phänomen Quantenverschränkung bzw. Quanten-Nichtlokalität.

### Ein Teilchen im eindimensionalen Impulsraum
Die Wellenfunktion eines eindimensionalen Teilchens im Impulsraum ist eine komplexe Funktion {\displaystyle \psi (p)\,} definiert auf der Menge der reellen Zahlen. Die Größe {\displaystyle |\psi |^{2}\,} wird als Wahrscheinlichkeitsdichtefunktion im Impulsraum interpretiert. Die Wahrscheinlichkeit, dass eine Impulsmessung einen Wert im Intervall {\displaystyle [a,b]} ergibt, ist folglich
{\displaystyle \int _{a}^{b}|\psi (p)|^{2}\,\mathrm {d} p\quad }.
Dies führt zur Normierungsbedingung
{\displaystyle \int _{-\infty }^{\infty }|\psi (p)|^{2}\,\mathrm {d} p=1},
weil eine Messung des Teilchenimpulses immer eine reelle Zahl ergibt.

### Spin-½-Teilchen (z.B. Elektron)
Die Wellenfunktion eines Teilchens mit Spin ½ (ohne Berücksichtigung seiner räumlichen Freiheitsgrade) ist ein Spalten-Vektor
{\displaystyle {\vec {\psi }}={\begin{bmatrix}c_{1}\\c_{2}\end{bmatrix}}}.
Die Bedeutung der Komponenten des Vektors hängt von der verwendeten Basis ab, typischerweise entsprechen {\displaystyle c_{1}}
und {\displaystyle c_{2}} den Koeffizienten für eine Ausrichtung des Spins in {\displaystyle z}-Richtung (spin up) und entgegen der {\displaystyle z}-Richtung (spin down). In der Dirac-Notation ist dies:
{\displaystyle |\psi \rangle =c_{1}|{\mathord {\uparrow }}_{z}\rangle +c_{2}|{\mathord {\downarrow }}_{z}\rangle }
Die Werte {\displaystyle |c_{1}|^{2}\,} und {\displaystyle |c_{2}|^{2}\,} werden dann als die Wahrscheinlichkeiten interpretiert, dass der Spin bei einer Messung in {\displaystyle z}-Richtung oder entgegen der {\displaystyle z}-Richtung orientiert ist.
Dies führt zur Normierungsbedingung
{\displaystyle |c_{1}|^{2}+|c_{2}|^{2}=1\,}.